# Kvintett
Kvintett, allmänt en samling om fem
- en grupp av fem personer
- en  ensemble av fem artister, vanligast om musiker
- ett musikstycke för fem musiker vilket beskrivs nedan

## Musikstycken för 5 utövare
Kammarmusikaliska ensembler kan ha olika sammansättning av instrument
- Stråkkvintett kan vara för två violiner, två altvioliner och cello (eller två violiner, altfiol och två celli). Det finns också exempel på andra sammansättningar med kontrabas.
- Pianokvintett är för piano och stråkkvartett (4 stråkinstrument).
- Klarinettkvintett kan vara för klarinett och stråkkvartett eller för klarinett, piano och stråktrio.
- Blåskvintett är oftast för flöjt, oboe, klarinett, horn och fagott.
- Brasskvintett är oftast för två trumpeter, ett valthorn, en trombon och en tuba.

## Exempel påkompositioner
- Stråkkvintetter:
  - Wolfgang Amadeus Mozart
  - Johannes Brahms

- Pianokvintetter:
  - Johannes Brahms
  - Franz Schmidt

- Klarinettkvintetter:
  - Johannes Brahms
  - Franz Schmidt

- Blåskvintetter:
  - Carl Nielsen
  - Anton Reicha